# Premier League de Malta 2021-22
La Premier League de Malta 2021-22 fue la edición número 107 de la Premier League de Malta. La temporada comenzó el 12 de agosto de 2021 y terminó el 7 de mayo de 2022.

## Sistema de competición
La liga contó con 12 equipos, así que jugaron entre sí en sistema de todos contra todos 2 veces totalizando 22 partidos cada uno. Al término de la temporada los 6 primeros clasificados jugaron el grupo campeonato y los 6 últimos clasificados jugaron grupo descenso para no descender a la Primera División 2022-23.
Un tercer cupo a la Liga Europa Conferencia de la UEFA 2022-23 será asignado al de la Copa Maltesa.

## Clasificación
| Pos. | Equipo           | Pts. | PJ | G  | E  | P  | GF | GC | Dif. | Clasificación 2022–23 |
| ---- | ---------------- | ---- | -- | -- | -- | -- | -- | -- | ---- | --------------------- |
| 1    | Hibernians       | 47   | 22 | 13 | 8  | 1  | 39 | 18 | +21  | Grupo Campeonato      |
| 2    | Floriana         | 45   | 22 | 13 | 6  | 3  | 36 | 19 | +17  | Grupo Campeonato      |
| 3    | Birkirkara       | 36   | 22 | 9  | 9  | 4  | 30 | 22 | +8   | Grupo Campeonato      |
| 4    | Ħamrun Spartans  | 35   | 22 | 10 | 5  | 7  | 28 | 22 | +6   | Grupo Campeonato      |
| 5    | Gżira United     | 33   | 22 | 9  | 6  | 7  | 39 | 33 | +6   | Grupo Campeonato      |
| 6    | Gudja United     | 29   | 22 | 9  | 2  | 11 | 26 | 25 | +1   | Grupo Campeonato      |
| 7    | Sirens           | 27   | 22 | 7  | 6  | 9  | 28 | 38 | −10  | Grupo Descenso        |
| 8    | Valletta         | 26   | 22 | 7  | 5  | 10 | 28 | 34 | −6   | Grupo Descenso        |
| 9    | Mosta            | 25   | 22 | 6  | 7  | 9  | 32 | 41 | −9   | Grupo Descenso        |
| 10   | Balzan           | 23   | 22 | 7  | 2  | 13 | 30 | 33 | −3   | Grupo Descenso        |
| 11   | Santa Luċija     | 22   | 22 | 4  | 10 | 8  | 28 | 38 | −10  | Grupo Descenso        |
| 12   | Sliema Wanderers | 12   | 22 | 2  | 6  | 14 | 12 | 33 | −21  | Grupo Descenso        |

Actualizado a los partidos jugados el 12 de marzo de 2022.
 Fuente: Soccerway

## Grupo Campeonato
| Pos. | Equipo          | Pts. | PJ | G  | E  | P  | GF | GC | Dif. | Clasificación 2021–22                       |
| ---- | --------------- | ---- | -- | -- | -- | -- | -- | -- | ---- | ------------------------------------------- |
| 1    | Hibernians (C)  | 54   | 27 | 15 | 9  | 3  | 46 | 23 | +23  | Primera ronda de la Liga de Campeones       |
| 2    | Floriana        | 51   | 27 | 14 | 9  | 4  | 38 | 21 | +17  | Primera ronda de la Liga Europa Conferencia |
| 3    | Ħamrun Spartans | 45   | 27 | 13 | 6  | 8  | 33 | 24 | +9   | Primera ronda de la Liga Europa Conferencia |
| 4    | Gżira United    | 43   | 27 | 12 | 7  | 8  | 46 | 38 | +8   |                                             |
| 5    | Birkirkara      | 41   | 27 | 10 | 11 | 6  | 35 | 27 | +8   |                                             |
| 6    | Gudja United    | 32   | 27 | 10 | 2  | 15 | 29 | 35 | −6   |                                             |

 Fuente: Soccerway

## Grupo Descenso
| Pos. | Equipo               | Pts. | PJ | G  | E  | P  | GF | GC | Dif. | Clasificación 2022-23                        |
| ---- | -------------------- | ---- | -- | -- | -- | -- | -- | -- | ---- | -------------------------------------------- |
| 1    | Valletta             | 36   | 27 | 10 | 6  | 11 | 39 | 40 | −1   |                                              |
| 2    | Sirens               | 34   | 27 | 9  | 7  | 11 | 40 | 48 | −8   |                                              |
| 3    | Mosta                | 32   | 27 | 8  | 8  | 11 | 41 | 50 | −9   |                                              |
| 4    | Balzan               | 30   | 27 | 9  | 3  | 15 | 37 | 42 | −5   |                                              |
| 5    | Santa Luċija         | 27   | 27 | 5  | 12 | 10 | 36 | 45 | −9   |                                              |
| 6    | Sliema Wanderers (D) | 18   | 27 | 4  | 6  | 17 | 16 | 43 | −27  | Descenso a Primera División de Malta 2022-23 |

Actualizado a los partidos jugados el 5 de mayo de 2022.
 Fuente: Soccerway

## Goleadores
| Pos. | Jugador               | Club         | Goles |
| ---- | --------------------- | ------------ | ----- |
| 1    | Maxuell Maia da Silva | Gżira United | 17    |
| 2    | Jurgen Degabriele     | Hibernians   | 14    |
| 3    | Mario Fontanella      | Valletta     | 12    |
| 4    | Luke Montebello       | Birkirkara   | 11    |
| 4    | Sunday Akinbule       | Mosta        | 11    |
| 4    | Jefferson Assis       | Gżira United | 11    |

- Datos: Q106463866